# Rualena cockerelli
Rualena cockerelli är en spindelart som beskrevs av Chamberlin och Ivie 1942. Rualena cockerelli ingår i släktet Rualena och familjen trattspindlar. Inga underarter finns listade i Catalogue of Life.